# كاثي أورورك
كاثي أورورك هي لاعبة كرلنغ كندية، ولدت في 1965.